# Phormingochilus fuchsi
Phormingochilus fuchsi là một loài nhện trong họ Theraphosidae. Chúng được Embrik Strand miêu tả năm 1906.